# Monte la Silara
Il Monte La Silara (1.338 m s.l.m.) è una montagna, del Massiccio del Monte Cairo situata nel Lazio, in provincia di Frosinone, nel territorio comunale di Casalattico.